# David Choquehuanca
David Choquehuanca Céspedes (Huarina, província de Omasuyos, 7 de maio de 1961) é um líder sindical e político boliviano de origem aimará, atual vice-presidente da Bolívia. 

## Biografia
Nasceu na comunidade aimará de Cota Cota Baja, pertencente ao município de Huarina, à beira do Lago Tticaca. Lá passou a maior parte da infância, aprendendo o idioma nativo e, posteriormente, o espanhol, quando passou a frequentar uma escola rural do lugar. Aos 10 anos se mudou para a parte urbana de Huarina para continuar seus estudos. Conclui o ensino secundário, entrando durante esse período em contato com o marxismo. Se mudou para La Paz com o fim de estudar Filosofia na Escola Normal Simón Bolívar, mas não concluiu o curso, optando por se dedicar ao movimento estudantil e participar das entidades sindicais relacionadas. Em 1985 ganhou uma bolsa pra estudar em Cuba, na Escola Nacional de Formação de Quadros Niceto Pérez, da Associação de Pequenos Agricultores de Cuba.   Em 1990 realizou um curso de pós-graduação em História e Antropologia na Universidade de San Andrés.
Na sua atividade sindical, se aproximou da Confederação Sindical Única de Camponeses da Bolívia (CSUCTB), em especial dos grupos que trabalhavam com o cultivo de coca. Foi durante um congresso intersindical em 1984 que conheceu Evo Morales, histórico líder da federação de sindicatos cocaleros do Chapare. Participou também do programa NINA, a partir de 1998, onde desempenhou tarefas políticas e de formação ideológica que o aproximaram a organizações e lideranças indígenas, experiência que somou às atividades com os movimentos sociais, em especial camponeses, que se tornaram um dos pilares do MAS-IPSP.

### Ministro das Relações Exteriores e Vice-presidência
Com a chegada ao poder do partido, com a vitória na eleição de 2005, foi nomeado como ministro das Relações Exteriores da Bolívia, posição que ocupou entre janeiro de 2006 e janeiro de 2017, durante o primeiro, segundo e terceiro governo do presidente Evo Morales. Entre 2017 e 2019 também atuou como secretário-geral da Aliança Bolivariana para os Povos da Nossa América (ALBA). Foi eleito vice-presidente do Estado Plurinacional da Bolívia, cargo que assumiu em 8 de novembro de 2020 após vencer as eleições presidenciais do mesmo ano em conjunto com Luis Arce como presidente, obtendo 55,11% dos votos no primeiro turno com o MAS.